# Beatriz Luengo

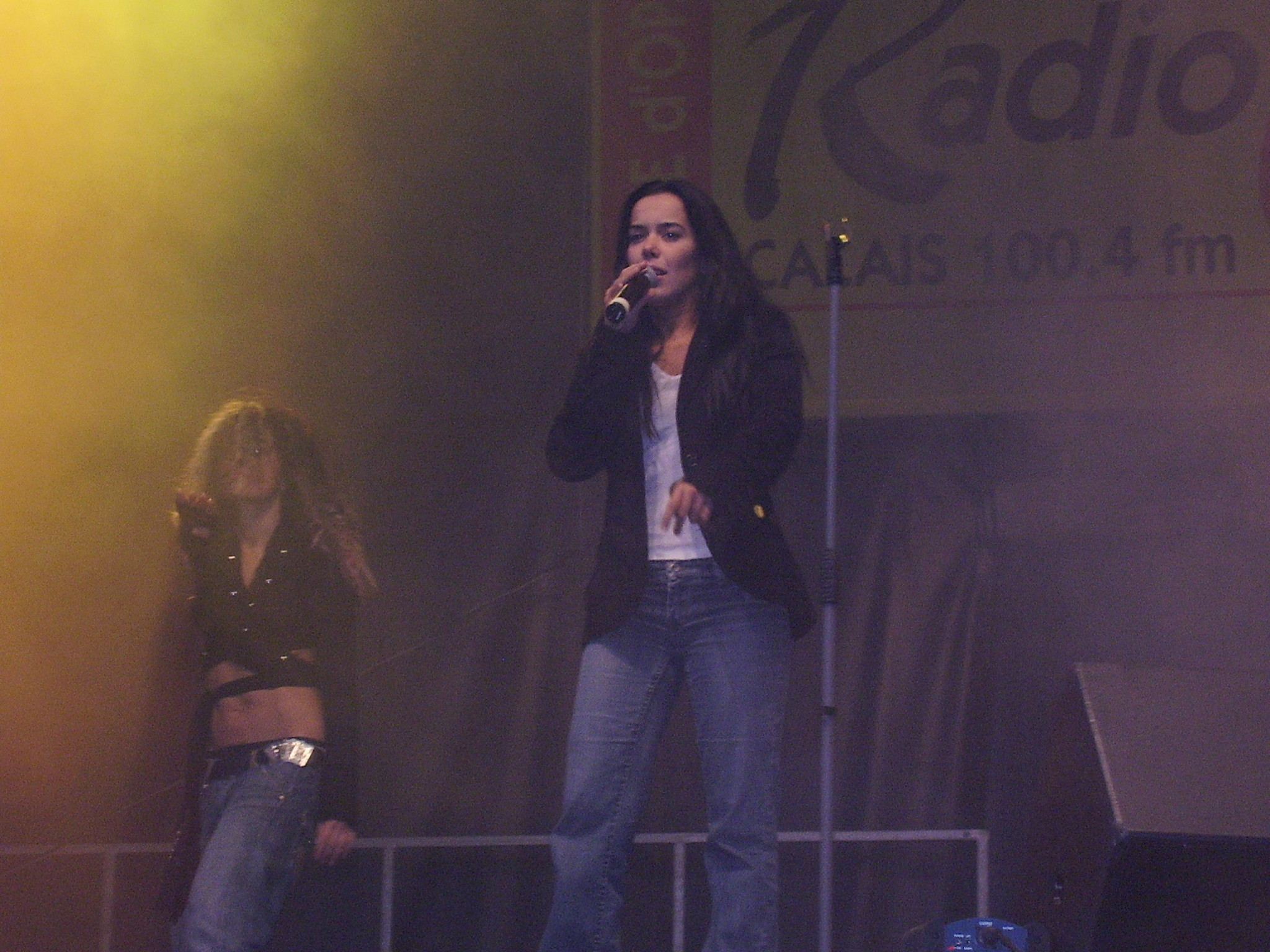
Beatriz Luengo bei einem Auftritt in Calais (2006)

Beatriz Luengo González (* 23. Dezember 1982 in Madrid) ist eine spanische Schauspielerin, Tänzerin und Sängerin.

## Werdegang
Luengo studierte Gesang und erhielt eine Tanzausbildung in klassischem Ballet, Jazz, Funk und Flamenco an der „Royal Academy of Dance“. Nach einigen Gesangs- und Tanzauftritten im Fernsehen und im Theater bekam sie 2001 die Rolle der Mónica im TV-Drama Pasión adolescente. 2002 schaffte sie dann den Durchbruch mit ihrer Rolle der „Lola Fernandez“ in der Serie Dance – Der Traum vom Ruhm (Un Paso Adelante), aus der die Gruppe „UPA Dance“ hervorging.
2005 nahm sie ihre erste eigene Single, Mi Generación, auf, gefolgt von dem gleichnamigen Album, das noch im gleichen Jahr veröffentlicht wurde. 2006 folgten die Single Hit Lerele und das Album BL: Beatriz Luengo. 2007 erschien die Single Mai Yo Lo.
Seit 2008 ist Beatriz Luengo mit ihrem kubanischen Kollegen Yotuel Romero verheiratet. Sie haben zwei gemeinsame Kinder. Ihre gemeinsamen musikalischen Projekte sind vor allem in Lateinamerika erfolgreich.

## Diskografie

### Alben
| Jahr | Titel                       | Höchstplatzierung, Gesamtwochen, AuszeichnungChartsChartplatzierungen (Jahr, Titel, Platzierungen, Wochen, Auszeichnungen, Anmerkungen) | Anmerkungen |
| Jahr | Titel                       | ES | Anmerkungen |
| ---- | --------------------------- | --- | ----------- |
| 2005 | Mi generación               | ES20 (8 Wo.)ES |             |
| 2008 | Carrousel                   | ES25 (24 Wo.)ES |             |
| 2011 | Bela y sus moskitas muertas | ES37 (4 Wo.)ES |             |
| 2018 | Cuerpo y Alma               | ES4 (7 Wo.)ES |             |

### Singles
| Jahr | Titel Album                                  | Höchstplatzierung, Gesamtwochen, AuszeichnungChartsChartplatzierungen (Jahr, Titel, Album, Platzierungen, Wochen, Auszeichnungen, Anmerkungen) | Anmerkungen              |
| Jahr | Titel Album                                  | ES | Anmerkungen              |
| ---- | -------------------------------------------- | --- | ------------------------ |
| 2009 | Dime Carrousel                               | ES10 (17 Wo.)ES |                          |
| 2011 | Como tú no hay 2 Bela y sus moskitas muertas | ES36 (1 Wo.)ES |                          |
| 2018 | Caprichosa –                                 | ES57 (12 Wo.)ES | feat. Mala Rodríguez     |
| 2021 | Rebelde –                                    | ES85 (3 Wo.)ES | mit Yotuel & Omar Montes |

Weitere Singles
- 2005: Mi generación
- 2005: Hit Lerele
- 2008: Pretendo hablarte (ES: Platin)
- 2011: Ley De Newton (feat. Jesús Navarro)
- 2018: Más Que Suerte (feat. Jesús Navarro)

## Auszeichnungen für Musikverkäufe
| Goldene Schallplatte - Mexiko - 2021: für die Single Ley De Newton Platin-Schallplatte - Mexiko - 2021: für die Single Más Que Suerte |

| Land/RegionAuszeichnungen für Musikverkäufe (Land/Region, Auszeichnungen, Verkäufe, Quellen) | Gold  | Platin     | Verkäufe | Quellen         |
| -------------------------------------------------------------------------------------------- | ----- | ---------- | -------- | --------------- |
| Mexiko (AMPROFON)                                                                            | Gold1 | Platin1    | 90.000   | amprofon.com.mx |
| Spanien (Promusicae)                                                                         | —     | Platin1    | 20.000   | promusicae.es   |
| Insgesamt                                                                                    | Gold1 | 2× Platin2 |          |                 |